# Associazione Sportiva Avellino 1912 2011-2012
Questa voce raccoglie le informazioni riguardanti l'Associazione Sportiva Avellino 1912 nelle competizioni ufficiali della stagione 2011-2012.

## Stagione
Nella stagione 2011-2012 il neopromosso Avellino disputa il girone A del campionato di Prima Divisione di Lega Pro, con 40 punti ottiene il decimo posto. Allenato da Giovanni Bucaro parte bene, al termine del girone di andata ha 25 punti, poi cala alla distanza, nel girone di ritorno non si ripete, deve accontentarsi di 15 punti, che comunque lo lasciano in una tranquilla zona di classifica. Partecipa anche alla Coppa Italia Tim Cup nella quale supera nel primo turno (0-3) il Portogruaro, nel secondo turno sbanca Varese vincendo (0-1), nel terzo turno esce dal torneo con la pesante sconfitta (4-0) subita a Bari. Nella Coppa Italia di Lega Pro irpini subito fuori nel Primo turno, sconfitti (3-0) a Latina.

## Divise e sponsor
La divisa dell'Avellino è verde, con calzoncini bianchi e calzettoni verdi, mentre la seconda maglia è bianca con calzettoni bianchi, calzoncini e risvolti verdi. Il main sponsor stagionale è MetaEdil, mentre lo sponsor tecnico è Givova.

## Rosa
| N. |                      | Ruolo | Calciatore             |
| -- | -------------------- | ----- | ---------------------- |
|    | Italia (bandiera)    | P     | Lorenzo Fortunato      |
|    | Italia (bandiera)    | P     | Ermanno Fumagalli      |
|    | Italia (bandiera)    | D     | Eugenio Calvarese      |
|    | Italia (bandiera)    | D     | Roberto Cardinale      |
|    | Italia (bandiera)    | D     | Matteo De Gol          |
|    | Italia (bandiera)    | D     | Armando Izzo           |
|    | Italia (bandiera)    | D     | Claudio Labriola       |
|    | Italia (bandiera)    | D     | Luigi Pezzella         |
|    | Italia (bandiera)    | D     | Pasquale Porcaro       |
|    | Italia (bandiera)    | D     | Simone Paolo Puleo     |
|    | Italia (bandiera)    | D     | Raffaele Stigliano     |
|    | Italia (bandiera)    | D     | Pietro Zammuto         |
|    | Italia (bandiera)    | D     | Davide Zappacosta      |
|    | Italia (bandiera)    | C     | Salvatore Dario Arcuri |
|    | Italia (bandiera)    | C     | Giuseppe Capua         |
|    | Italia (bandiera)    | C     | Enrico Citro           |
|    | Argentina (bandiera) | C     | Lucas Correa           |

| N. |                    | Ruolo | Calciatore             |
| -- | ------------------ | ----- | ---------------------- |
|    | Italia (bandiera)  | C     | Angelo D'Angelo        |
|    | Panama (bandiera)  | C     | Eric Herrera Quintero  |
|    | Brasile (bandiera) | C     | William Clovis Justino |
|    | Italia (bandiera)  | C     | Nicola Malaccari       |
|    | Italia (bandiera)  | C     | Emiliano Massimo       |
|    | Italia (bandiera)  | C     | Francesco Millesi      |
|    | Italia (bandiera)  | C     | Michael Noschese       |
|    | Italia (bandiera)  | C     | Manuel Ricci           |
|    | Italia (bandiera)  | C     | Renato Ricci           |
|    | Italia (bandiera)  | A     | Gianluca De Angelis    |
|    | Italia (bandiera)  | A     | Nicola Di Palma        |
|    | Italia (bandiera)  | A     | Sergio Ercolano        |
|    | Italia (bandiera)  | A     | Marcello Falzerano     |
|    | Italia (bandiera)  | A     | Gilberto Guerriero     |
|    | Italia (bandiera)  | A     | Fabrizio Lasagna       |
|    | Senegal (bandiera) | A     | Mame Thiam             |
|    | Italia (bandiera)  | A     | Gianmarco Zigoni       |

## Risultati

### Lega Pro Prima Divisione - girone A

#### Girone di andata
| Arbitro: | Marini (Roma) |

|                             |           |  |
| De Angelis 69’ D'Angelo 84’ | Marcatori |  |

| Arbitro: | De Benedictis (Bari) |

|                                      |           |  |
| Favasuli 2’ Carparelli 46’ Perez 81’ | Marcatori |  |

| Arbitro: | Bindoni (Venezia) |

|                       |           |                    |
| De Angelis 80’ (rig.) | Marcatori | 8’, 85’ Bortolotto |

| Arbitro: | De Faveri (San Donà di Piave) |

|  |           |            |
|  | Marcatori | 77’ Zigoni |

| Arbitro: | Barbeno (Brescia) |

|  |           |              |
|  | Marcatori | 41’ Ginestra |

| Arbitro: | Bellutti (Trento) |

|                                                         |           |                |
| Di Piazza 26’ A. Marconi 23’ Disabato 54’ Malatesta 74’ | Marcatori | 33’ F. Lasagna |

| Arbitro: | Saia (Palermo) |

|           |           |  |
| Thiam 11’ | Marcatori |  |

| Arbitro: | La Penna (Roma) |

|              |           |           |
| Iacopino 60’ | Marcatori | 65’ Thiam |

| Arbitro: | Penno (Nichelino) |

|             |           |                                  |
| Millesi 26’ | Marcatori | 5’ Fazio 37’ Sinigaglia 52’ Nolè |

| Arbitro: | Borriello (Mantova) |

|              |           |           |
| Agodirin 84’ | Marcatori | 33’ Thiam |

| Arbitro: | Ghersini (Genova) |

|                              |           |  |
| De Angelis 32’ Malaccari 90’ | Marcatori |  |

| Arbitro: | Merlino (Udine) |

|                     |           |                                    |
| Cia 10’ Pintori 40’ | Marcatori | 64’ (rig.) De Angelis 87’ D'Angelo |

| Arbitro: | Manganiello (Pinerolo) |

|                                     |           |                                          |
| Millesi 65’ Zigoni 73’ D'Angelo 89’ | Marcatori | 16’ F. Ripa 53’ (rig.), 76’ A. Filippini |

| Arbitro: | Losito (Pesaro) |

|                            |           |                       |
| De Angelis 60’ Millesi 65’ | Marcatori | 22’ Antonelli Agomeri |

| Arbitro: | Fabbri (Ravenna) |

|                            |           |                                |
| Fasano 62’ Rodríguez 90+2’ | Marcatori | 14’ Zigoni 55’, 72’ F. Lasagna |

| Arbitro: | Abbattista (Molfetta) |

|                                |           |           |
| Cardinale 45+1’ De Angelis 69’ | Marcatori | 56’ Mendy |

| Arbitro: | Peretti (Verona) |

|                         |           |  |
| Sciaudone 6’ Di Deo 68’ | Marcatori |  |

#### Girone di ritorno
| Arbitro: | Albertini (Ascoli Piceno) |

|             |           |  |
| Guidone 13’ | Marcatori |  |

| Arbitro: | Marini (Roma) |

|            |           |  |
| Zigoni 40’ | Marcatori |  |

| Arbitro: | Caso (Verona) |

|            |           |  |
| Sinato 62’ | Marcatori |  |

| Arbitro: | Minelli (Varese) |

|                 |           |  |
| Zigoni 43’, 75’ | Marcatori |  |

| Arbitro: | De Faveri (San Donà di Piave) |

|                        |           |  |
| Ginestra 63’ Basso 88’ | Marcatori |  |

| Arbitro: | Aureliano (Bologna) |

|                           |           |              |
| Thiam 26’ L. Pezzella 43’ | Marcatori | 69’ Iemmello |

| Carpi 25 febbraio 2012 24ª giornata | Carpi              | 0 – 0 | Avellino | Stadio Sandro Cabassi\| Arbitro: \| Giovani (Grosseto) \| |
| Arbitro:                            | Giovani (Grosseto) |       |          |                                                           |

| Arbitro: | Magnani (Frosinone) |

|                       |           |                |
| De Angelis 78’ (rig.) | Marcatori | 7’, 71’ Tiboni |

| Arbitro: | Gallo (Barcellona Pozzo di Gotto) |

|                        |           |               |
| Danti 42’ Bernardi 79’ | Marcatori | 84’ Cardinale |

| Arbitro: | Intagliata (Siracusa) |

|                                                          |           |  |
| D'Angelo 7’ Millesi 43’ Zigoni 70’ De Angelis 75’ (rig.) | Marcatori |  |

| Arbitro: | Pasqua (Tivoli) |

|              |           |  |
| Matteini 44’ | Marcatori |  |

| Arbitro: | Cifelli (Campobasso) |

|              |           |         |
| Zigoni 90+3’ | Marcatori | 23’ Cia |

| Arbitro: | Giorgetti (Cesena) |

|                    |           |  |
| F. Ripa 15’ (rig.) | Marcatori |  |

| Arbitro: | Tardino (Milano) |

|                  |           |            |
| Inglese 47’, 54’ | Marcatori | 80’ Zigoni |

| Arbitro: | Colarossi (Roma) |

|           |           |               |
| Zigoni 4’ | Marcatori | 70’ M. Marchi |

| Arbitro: | D'Angelo (Ascoli Piceno) |

|                               |           |               |
| Arma 8’, 51’ J. Fortunato 35’ | Marcatori | 84’ Cardinale |

| Arbitro: | Manganiello (Pinerolo) |

|            |           |                          |
| Zigoni 25’ | Marcatori | 33’ Sciaudone 77’ Di Deo |

### Coppa Italia Tim Cup
| Arbitro: | Caso (Verona) |

|  |           |                                 |
|  | Marcatori | 27’ De Angelis 47’, 89’ Herrera |

| Arbitro: | Massa (Imperia) |

|  |           |            |
|  | Marcatori | 11’ Correa |

| Arbitro: | Guida (Torre Annunziata) |

|                                             |           |  |
| Marotta 38’, 90+2’ Caputo 49’ M. Donati 61’ | Marcatori |  |

### Coppa Italia di Lega Pro
| Arbitro: | Losito (Pesaro) |

|                                        |           |  |
| Tortori 21’ Bernrado 68’ Tortolano 83’ | Marcatori |  |